# 丁亦昕
丁亦昕（1991年—），浙江绍兴人，中国女子国际象棋棋手、女子特级大师。
丁亦昕于2003年获得世界国际象棋女子12岁组冠军。2010年，获得女子特级大师称号。2013年，夺得全国国际象棋锦标赛女子冠军。2014年，她在世界大学生国际象棋锦标赛上获得了个人铜牌。此外，她还代表中国队获得过2012年国际象棋奥林匹克团体银牌、2015年世界国际象棋团体锦标赛女子团体铜牌。